# 林肯市 (奧勒岡州)

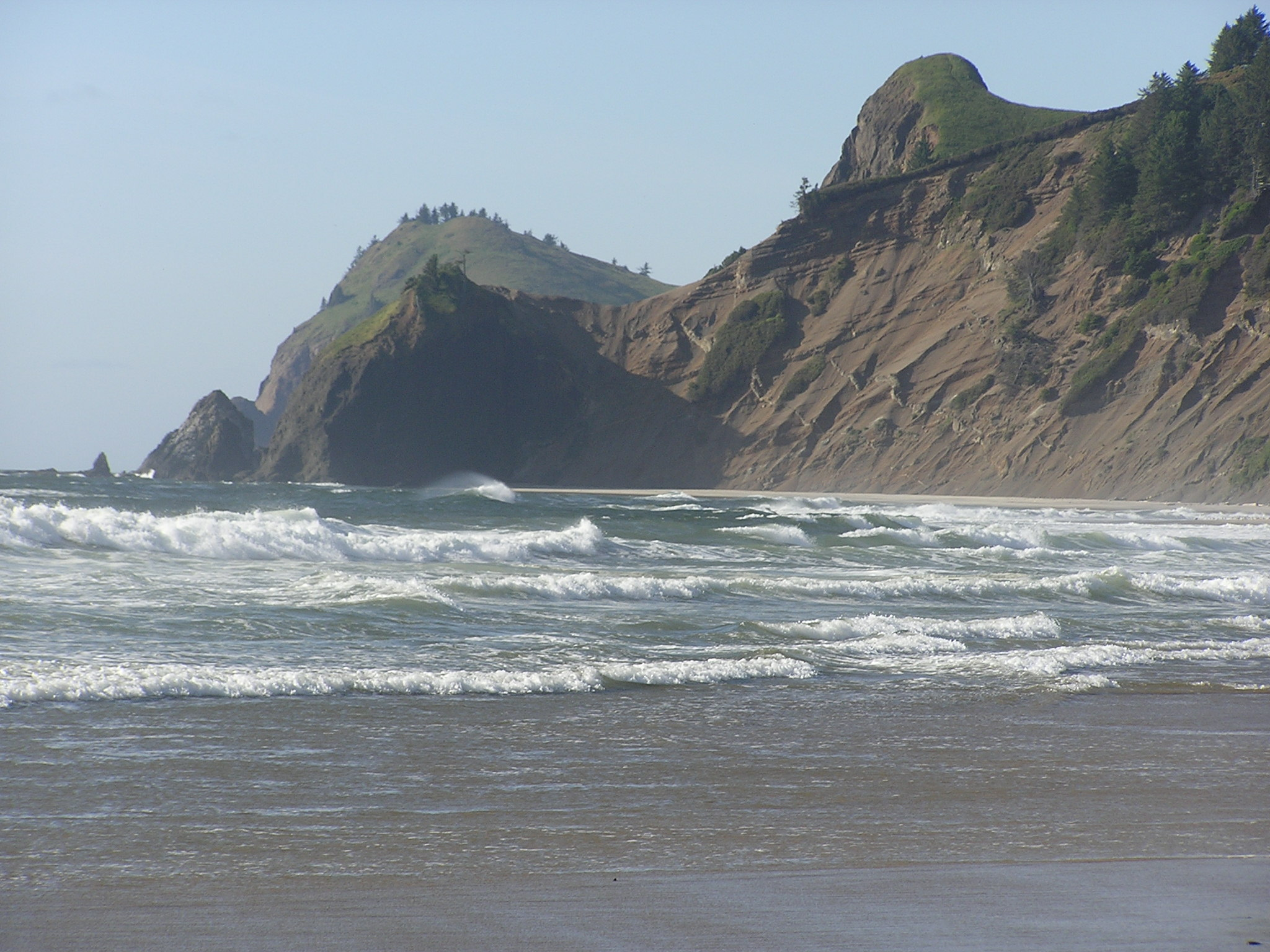
俄勒岡州林肯市 Road's End 州立公園的海灘

林肯市（英語：Lincoln City）是美国俄勒冈州的一座城市。

## 由來
此區域最初是迪萊克鎮（Delake），1965年時與周圍的鎮合併成立了林肯市。

## 地理位置
林肯市中有曾被金氏世界紀錄大全列為「世界最短河流」的D河，西方是寬廣的北太平洋，北方靠近奥蒂斯(Otis)。